# Filtr rodzinny
Filtr rodzinny, strażnik dostępu, kontroler treści, filtr treści – program lub usługa, chroniąca przed dostępem do materiałów pornograficznych i przemocy w Internecie. Usługę oferują niektórzy dostawcy Internetu, wliczając ją w abonament miesięczny. Istnieje również możliwość samodzielnego nabycia i zainstalowania programu. Filtr rodzinny nie gwarantuje bezpieczeństwa dzieci.

## Skala zagrożenia dzieci  treściami brutalnymi i pornografią w Internecie

### Rodzaje zagrożeń internetowych[1]
Najważniejszym zagrożeniem dla dzieci w Internecie z punktu widzenia przekazywanej treści jest łatwość, z jaką mogą one mieć kontakt z materiałami pornograficznymi, oraz nadmiar i pomieszanie informacji wartościowych z mało wartościowymi lub wręcz fałszywymi. Dostęp do brutalnych filmów, zdjęć pornograficznych czy seks shopów nie jest niczym ograniczony. Dzieci, szukając materiałów do nauki, gier online lub teledysków, z dużym prawdopodobieństwem mogą trafić na stronę pornograficzną. Czasami np. strony z grami dla dzieci są pomieszane z materiałami erotycznymi lub zawierają linki do takich stron Selekcja  i hierarchizowanie nadmiaru informacji jest trudne i użytkownicy często nie dają sobie z tym rady.
Treści pornograficzne są źródłem doświadczeń, które przerastają zdolności adaptacyjne młodych ludzi, dostarczając im wzorców patologicznych zachowań. Kształtują wypaczony, negatywny obraz relacji międzyludzkich (instrumentalne traktowanie osób), utrwalają fałszywy obraz kobiecości i męskości. Częsty kontakt z nimi może doprowadzić do erotyzacji psychiki, przedwczesnego rozbudzenia seksualnego, wzrostu poziomu niepokoju u dziecka, nadpobudliwości czy wystąpienia objawów nerwicowych i depresyjnych.
Szczegółowe kategorie zagrożeń w Sieci, dotyczące najmłodszych internautów to:
1. łatwość kontaktu z pornografią i brutalnymi treściami,
2. niebezpieczne kontakty online (uwodzenie dzieci, prostytucja dziecięca, wirtualny seks),
3. cyberprzemoc (przemoc rówieśnicza) – publikowanie filmików z telefonów komórkowych, zdjęć ośmieszających, kompromitujących, podszywanie się pod kogoś wbrew jego woli.

Przez niebezpieczne treści rozumie się treści, mogące mieć negatywny wpływ na rozwój i psychikę dziecka. Do tej grupy zaliczane są:  filmy, zdjęcia i opowiadania pornograficzne i erotyczne, internetowe sex shopy, brutalną przemoc w grach on-line, rasizm, itp.
Oprócz podanych powyżej szczegółowych zagrożeń istnieją również inne, ogólne: uzależnienie od Internetu, zaniedbywanie realnych kontaktów międzyludzkich i związany z tym zanik umiejętności społecznych, gdzie narzędzia filtrujące nie mają bezpośredniego wpływu, mogą jedynie limitować czas korzystania z Internetu.

### Dane statystyczne
Stosowanie filtrów rodzinnych wypływa z dwóch czynników:
1. Miesięcznie dzieci spędzają w Internecie średnio 24 godziny 27 minut[9]. Przeciętny polski internauta 2 godziny i 37 minut dziennie[10].
2. Treści pornograficzne i erotyczne publikowane są w Internecie w sposób łatwo dostępny dla dzieci[4] i czasami udostępniane są najmłodszym w sposób celowo demoralizujący[11][12]. Kontakt z tymi treściami negatywnie wpływa na rozwój i psychikę dzieci.

Według badań 71% dzieci trafiło w Internecie na materiały pornograficzne, 63% z nich wbrew swojej woli. 51% dzieci trafiło na materiały z brutalnymi scenami przemocy, z nich 61% – przypadkowo.
Z badań, przeprowadzonych wśród dzieci, wynika, że:
- co czwarte dziecko deklaruje, że rodzice nigdy nie interesują się tym, w jaki sposób korzysta z Internetu,
- jedynie 10% dzieci deklaruje regularną opiekę rodziców podczas korzystania z Sieci[14].

### Polskie prawo wobec niebezpiecznych treści w Internecie
Ustawą z 18 marca 2004 roku, do Kodeksu karnego wprowadzony został artykuł zakazujący narzucania dzieciom w Internecie kontaktu z materiałami pornograficznymi:

Kto publicznie prezentuje treści pornograficzne w taki sposób, że może to narzucić ich odbiór osobie, która tego sobie nie życzy, podlega grzywnie, karze ograniczenia wolności albo pozbawienia wolności do roku

Kto małoletniemu poniżej lat 15 prezentuje treści pornograficzne lub udostępnia mu przedmioty mające taki charakter albo rozpowszechnia treści pornograficzne w sposób umożliwiający takiemu małoletniemu zapoznanie się z nimi, podlega grzywnie, karze ograniczenia wolności albo pozbawienia wolności do lat 2.

Artykuł 141 Kodeksu wykroczeń, zabraniający używania wulgaryzmów w miejscach publicznych, dotyczy również Internetu.

## Stosowanie filtru rodzinnego

### Instalacja i uruchomienie usługi
Niektórzy dostawcy Internetu oferują dla swoich klientów usługę filtru rodzinnego jako usługę opcjonalną. Jej koszt wliczany jest w opłacany miesięczny abonament za Internet i wynosi przeciętnie kilkanaście złotych. To rozwiązanie nie wymaga od rodziców posiadania wiedzy informatycznej.
Alternatywą jest samodzielna instalacja filtru rodzinnego. Producenci oferują wiele rozwiązań: Beniamin, Emilek, Cenzor, Motyl, Ochraniacz, Opiekun Dziecka w Internecie, Strażnik Ucznia, Weblock, X Guard II. Aplikacje te zostały poddane testom przez zespół CERT Polska. Wyniki badań zostały opublikowane w raporcie Jak skutecznie filtrować zawartość Internetu. Do użytku domowego wszystkie te aplikacje są płatne. Wyjątki stanowią Ochraniacz i Beniamin w wersji 1.4, których licencje są darmowe. Raport zaznacza również, iż programy te mają wiele ograniczeń.
Bezpłatną alternatywą dla programów komputerowych są aplikacje na telefon, takie jak Family Link w systemie Android czy funkcja Czas przed ekranem w iOS.

### Filtr rodzinny jako usługa dodatkowa
Filtrowanie treści po stronie operatora na poziomie sieci dostępowej realizowane przez dostawców jest jednym z najskuteczniejszych sposobów ochrony. Zalety tego rozwiązania to:
- mniejsza szansa na ominięcie lub wyłączenie blokady przez dziecko; program filtrujący instalowany jest u operatora, a nie na lokalnym komputerze,
- możliwość uruchomienia filtru przez rodziców nie posiadających żadnej wiedzy informatycznej,
- scentralizowany system zarządzania filtrem (lepsza jakość filtracji).

W Polsce większość dostawców Internetu nie oferuje usługi filtru rodzinnego (na poziomie swojej infrastruktury sieciowej, w warstwie dostępu). Prekursorem wśród dużych operatorów jest firma Dialog, która w 2004 roku uruchomiła usługę dodatkową Strażnik Dostępu.
| firma/pakiet                         | Usługa blokady pornografii | Uruchomienie usługi | Abonament     |
| ------------------------------------ | -------------------------- | --- | ------------- |
| DIALOG DialNet Standard 2            | „Strażnik Dostępu”         | Nie wymaga wiedzy informatycznej. Wystarczy zamówić usługę. Operator automatycznie uruchamia ją zaraz po zamówieniu. | 12,20zł/mies. |
| Multimo Multimo Single 1Mb/s         | Nie oferuje                | |               |
| Netia Szybki Internet 1Mb/s          | „Bezpieczny Internet”      | Rodzic musi zamówić usługę, a następnie sam zainstalować i skonfigurować pakiet na komputerze. Pakiet oparty jest na aplikacji F-Secure. Nie działa na poziomie dostępowym sieci operatora, lecz jak zwykła aplikacja filtrująca po stronie klienta. | 14,90zł/mies. |
| TP SA Neostrada 1Mb/s                | Nie oferuje                | |               |
| UPC Polska Fiber Power Student 1Mb/s | „UPC Smart Guard”          | Rodzic musi zamówić usługę, a następnie sam zainstalować i skonfigurować pakiet na komputerze. Pakiet oparty jest na aplikacji F-Secure. Nie działa na poziomie dostępowym sieci operatora, lecz jak zwykła aplikacja filtrująca po stronie klienta. | 10zł/mies.    |

### Właściwe używanie programów filtrujących przez rodziców
Narzędzia filtrujące stanowią jedynie pomoc, zwiększającą skuteczność ochrony dzieci. Specjaliści podkreślają, iż rodzice przez rozmowy z dzieckiem o niebezpieczeństwach Internetu oraz zainteresowanie aktywnością dziecka w Internecie tworzą najważniejszą ochronę. Główne zadanie odgrywa tu proces wychowawczy dziecka oraz budowanie zaufania między rodzicem i dzieckiem. Program czy usługa filtrująca nie jest w stanie nakłonić użytkownika do unikania niebezpiecznych zachowań online.
Eksperci obserwują dwie skrajne postawy:
1. uruchamianie przez opiekunów filtru rodzinnego bez wcześniejszej rozmowy z dzieckiem[24] o zagrożeniach Internetu,
2. zbytnia ingerencja w życie prywatne dziecka przez logowanie każdej jego aktywności może wywołać efekt odwrotny do zamierzonego.

Wskutek każdej z tych postaw dziecko może stracić zaufanie do opiekunów i próbować ominąć filtr lub przenieść swą aktywność poza dom. Raport SaferInternet z 2009 roku zaznacza, iż dzięki częstym rozmowom o bezpieczeństwie w Internecie rodzic zdobywa zaufanie dziecka, a filtr rodzinny może stać się świadomym wyborem nie tylko rodzica, ale i dziecka. Jest to niezbędne, kiedy dziecko potrzebuje wsparcia i pomocy w niepokojącej sytuacji.
Część środowiska profesjonalistów zajmujących się bezpieczeństwem dzieci uważa, iż stosowanie narzędzi filtrujących rodzi u rodziców błędne przekonanie o bezpieczeństwie. Zwracają oni uwagę na fakt, iż programy te znajdują zastosowanie jedynie w jednej z wielu kategorii zagrożeń online. Nie wykrywają na przykład nawiązywania kontaktów z osobami poznanymi przez Internet, nie stanowią pomocy w przypadku brutalnych gier komputerowych, czy w końcu nie są w stanie zabezpieczyć przed uzależnieniem internetowym.

### Paleta zastosowań filtrów i pokrewnych rozwiązań
Narzędzia filtrujące są stosowane również w innych dziedzinach, na przykład, w firmach i instytucjach w celu ukrócenia pracownikom dostępu do niepożądanych treści.
|                        | Dom | Szkoła | Przedsiębiorstwo |
| ---------------------- | --- | --- | --- |
| Odbiorca               | Dzieci, młodzież | Uczniowie | Pracownicy |
| Cel stosowania         | pomoc wychowawcza we właściwym ukierunkowaniu naturalnej ciekawości i zainteresowania seksualnością dzieci; ograniczenie wpływu nachalnych zdjęć i treści erotycznych | ograniczenie dostępu do stron pornograficznych i z przemocą | odcięcie pracowników od treści niezwiązanych z pracą; w szczególności, zachowanie dostępu jedynie do stron firmowych |
| Praktyczne rozwiązania | - zamówienie usługi „Filtr Rodzinny” u dostawcy Internetu, - samodzielna instalacja programu, np., Beniamin, Opiekun Dziecka w Internecie                             | - instalacja centralnego filtru na jednym stanowisku (serwerze), chroniącego całą resztę sieci szkolnej, np. DansGuardian, SonicWALL - instalacja wielu filtrów na każdym stanowisku oddzielnie, np., Opiekun Dziecka w Internecie | - instalacja centralnego filtru na jednym stanowisku (serwerze), chroniącego całą resztę sieci szkolnej, np. DansGuardian, SonicWALL - instalacja wielu filtrów na każdym stanowisku oddzielnie, np., Opiekun Dziecka w Internecie |

Odmiennym podejściem do filtracji jest metoda filtrowania szkodliwych treści przez właścicieli serwisów internetowych. Stosują ją niektóre popularne portale internetowe np. wyszukiwarka Google, portal YouTube, nasza-klasa, wyszukiwarki dedykowane dzieciom, np. lupiko.pl, minigogle.pl. Jest to podejście lokalne, działające w nikłym obszarze Sieci.

### Wycinkowe działanie filtrów wobec skali zagrożeń

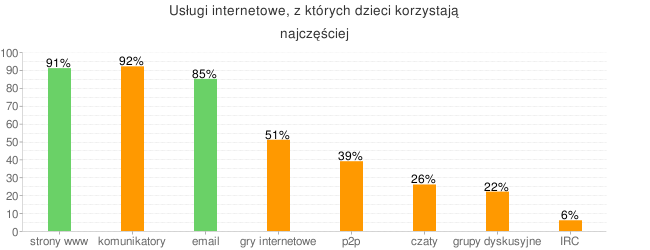
Obszary działania filtrów.
█ Kolor zielony – usługi zabezpieczone przez filtry.
█ Kolor pomarańczowy – usługi, których narzędzia te nie filtrują, mogą je jedynie całkowicie wyłączyć i zupełnie uniemożliwić korzystanie z tych usług.

Dzieci korzystają z wielu rodzajów aktywności internetowej. Do najczęściej wykorzystywanych przez nie usług należą komunikatory – korzysta z nich 92% badanych dzieci, strony WWW – 91% ankietowanych, poczta elektroniczna – 85% respondentów.
Filtry rodzinne działają głównie w obszarze filtrowania pornografii i przemocy na stronach WWW oraz poczcie elektronicznej. Wynika to z ich ograniczonych możliwości technicznych. Nie są w stanie filtrować takich usług jak programy typu p2p, gry online, czaty czy komunikatory internetowe. Mogą jedynie całkowicie je zablokować. Nie zabezpieczają również przed nawiązywaniem kontaktów online.
Ograniczenia oprogramowania filtrującego potwierdzają testy przeprowadzone w 2007 i 2009 roku przez NASK i CERT Polska Raport wskazuje, iż narzędzia filtrujące:
- ogólnie dość skutecznie filtrują pornografię i erotykę (ale tylko na stronach polskich i angielskich),
- nie kontrolują dostępu do gier online, niektóre programy pozwalają na dostęp do gier ewidentnie erotycznych,
- mimo zapewnień producentów nie blokują wysyłania danych osobowych, czatów, komunikatorów, poczty internetowej,
- w niedostateczny sposób rozpoznają zawartość coraz popularniejszej sieci Web 2.0 – portali z filmami, zdjęciami, blogów, fotoblogów.

## Rozwiązania optymalne z punktu widzenia filtracji
Według ekspertów z CERT Polska najlepszym rozwiązaniem w klasyfikacji treści byłoby stosowanie samooceny przez właścicieli serwisów internetowych.
Organizacja W3C, przewidując zagrożenie związane z pornografią i erotyką, już w 1996 roku stworzyła system, który z łatwością pozwala na klasyfikację i filtrację tych treści w Internecie bez stosowania cenzury. Opracowany przez organizację standard PICS polega na dobrowolnym jawnym oznaczaniu przez właścicieli serwisów publikujących erotykę i pornografię materiałów zawartych na ich stronach. Jest to najskuteczniejszy i najprostszy sposób na filtrację tych treści w Internecie. Od września 2009 roku W3C rekomenduje następcę standardu PICS, którym jest POWDER. Jest on zalecany przez organizację ICRA. Firmy publikujące materiały pornograficzne nie stosują się jednak do zaleceń organizacji W3C i ICRA. Bez prawnego lub handlowego nacisku wymuszającego ocenianie stron, publiczny system ochrony dzieci nie może być skuteczny. Polskie prawo nie wymaga oznaczania niebezpiecznych stron internetowych.
Inną metodą filtracji pornografii miało być proponowane  przez  ICM Registry w 2005 roku wprowadzenie domeny .xxx przeznaczonej jedynie dla stron pornograficznych. Taka domena pozwalałaby na łatwe odizolowanie pewnej części szkodliwych dla dzieci stron. Rejestracja byłaby dobrowolna. Zawierająca treści pornograficzne strona posiadałaby nazwę domeny .xxx, zamiast standardowego .com lub .net (np. porno.xxx). Projekt ten został jednak odrzucony w 2007 roku przez organizację ICANN.
 Artykuł uwzględnia ograniczony pod względem terytorialnym stan prawny na 1 listopada 2009. Zapoznaj się z zastrzeżeniami dotyczącymi pojęć prawnych w Wikipedii.